# Krobaa
Krobaa è un personaggio dei fumetti pubblicati dalla Marvel Comics, è stato un avversario di Eddie Brock ancora prima che divenisse Venom.

## Biografia del personaggio
Membro di una civiltà extraterrestre che soleva viaggiare nello spazio e fondersi temporaneamente con le entità esplorate, Krobaa raggiunse la Terra alcuni anni fa e si fuse con il dottor Nigel Donlevy. Reso instabile dal lato oscuro dello scienziato, provocò morte e distruzione nel sobborgo di Morristown fino a che il suo percorso non incrociò quello del giovane Eddie Brock. Eddie, giunto in periferia per indagare sui disastri apportati da Krobaa, fu l'indiretto fautore della morte dell'alieno. La luce del flash della sua fotocamera, con la quale voleva ottenere una prova dell'esistenza del mostro, riportò la mente dell'alieno alla normalità e questi, credendosi affetto da una qualche infezione, si autodistrusse per non contaminare il genere umano.

## Poteri e abilità
Krooba aveva la capacità di fondersi con altre entità così da controllarle e imparare dai loro ricordi e dalle loro esperienze.